# Innocentius IV
Innocentius IV, född Sinibaldo de Fieschi eller Sinibaldo Fiesco cirka 1190 i Genua, död 7 december 1254, var påve från den 25 juni 1243 till sin död.
Påven Innocentius IV var hänförd av korstågstanken. Han efterträdde den sjuklige Celestinus IV som inte hann vara påve mer än några veckor, men innan dess hade Gregorius IX varit en stark påve, som i sitt testamente bad sin efterträdare att försvara Jerusalem som ständigt attackerades av islamiterna och att slåss mot tyskromerske kejsaren Fredrik II som hade satt sig emot påvemakten. Den nye påven sökte lösa de uppgifter som den tidigare påven hade lämnat.

## Striden med den tyskromerske kejsaren
Ett stort kyrkomöte anordnades i Lyon 1245 som påbjöd en allmän fyraårig fred i hela Västerlandet. I Rom vågade man inte ha kyrkomötet för när delegaterna senast, 15 år tidigare, försökte samlas infångades de av den tysk-romerske kejsarens trupper och mötet ställdes in. Inte så konstigt då förra mötet hade som mål att avsätta kejsaren. Det hade även konciliet i Lyon, som låg längre ifrån kejsarens centrum på Sicilien, och dit lyckades de kyrkliga prelaterna komma.
Lyonmötet bannlyste Fredrik II, som anklagades för mended, helgerån och kätteri. I hela kristenheten började en våldsam propaganda mot honom. Till sin hjälp tog påven hjälp av bland annat av de nygrundade tiggarordnarna - dominikanerna och franciskanerna - en av de viktigaste drivfjädrarna i 1200-talets kyrkliga expansion. Inte först i och med kejsarens död fem år senare och dennes siste avkomlings avrättning i Neapel år 1268 vann påven maktkampen mot kejsaren.

## Korståg planerades och misslyckades
Ett nytt korståg planerades också i Lyon 1245, och för att bekosta det krävdes större delen av det prästerskapet på en tjugondedel av vad de förtjänade under de närmaste tre åren. Påven Innocentius IV och kardinalerna skulle under samma tid offra en tiondel av sina inkomster för Jerusalems sak.
De kristna européerna uppmanades att be för Jerusalems räddning. Korstågspredikanter reste runt och samlade in pengar och sökte stridsmän till det korståg, som Ludvig IX ledde och som den norske kungen Håkon Håkonsson först hade lovat föra befälet över en korsfararflotta, men senare nekade att delta i under kardinal Vilhelm av Sabinas besök i Bergen sommaren 1247. Korståget misslyckades fatalt, de kristna slaktades och Ludvig IX tillfångatogs. Kungen frigavs först efter ett enormt skadestånd på hundratusentals guldmynt. Kardinalen som besökte Norge var även påvens sändebud i Sverige 1248 då Skänninge möte hölls.

## Påvens sändebud hos mongolerna
Inte enbart till Norden skickade påven sitt folk för att hitta fler själar till sin kristenhet. Långt österut i dagens Ryssland, i dåvarande mongolernas land kom Plano Carpini 1246 i kontakt med folk som samojederna. Han var påven Innocentius IV:s sändebud i östern 1245-1247. Även islamiterna fick några fredliga besök vid sidan av korstågen, bland annat de i Syrien och Egypten.